# Фототранзистор

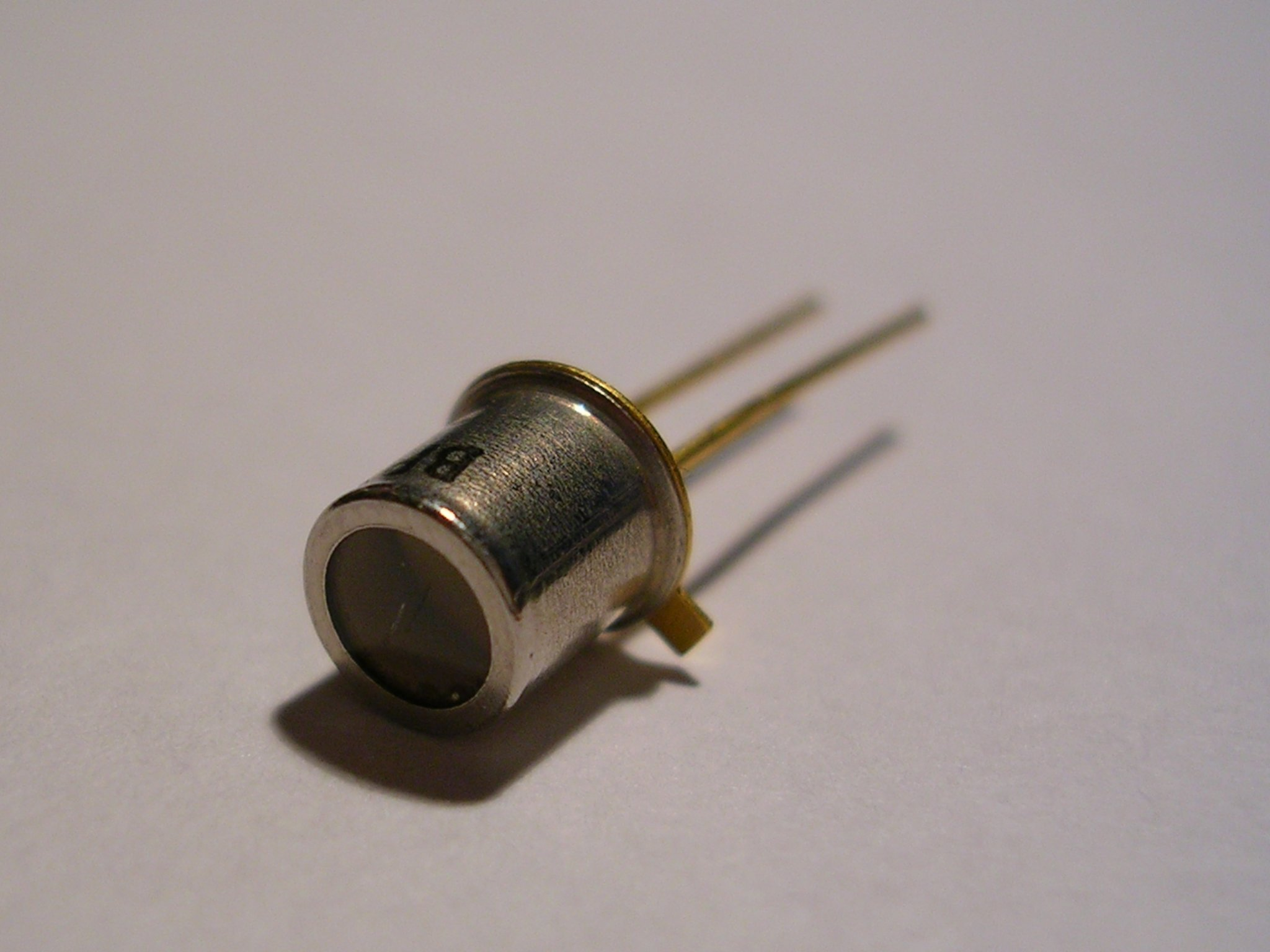
Зовнішній вигляд фототранзистора.

Фототранзистор — транзистор (зазвичай біполярний), в якому інжекція нерівноважних носіїв здійснюється на основі внутрішнього фотоефекту; служить для перетворення світлових сигналів в електричні з одночасним посиленням останніх.

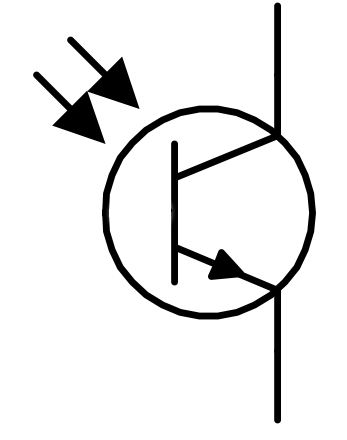
Умовне позначення фототранзистора.

## Будова
Фототранзистор являє собою монокристалічну напівпровідникову пластину з германію або кремнію, в якій за допомогою особливих технологічних прийомів створено три області, які мають назву, як і у звичайному транзисторі — емітер, колектор і база, причому остання, на відміну від транзистора, як правило, виводу не має. Кристал вмонтовується в захисний корпус з прозорим вхідним вікном. 
Включення фототранзистора у зовнішнє електричние коло виконується подібно включенню біполярного транзистора за схемою зі спільним емітером і нульовим струмом бази. При попаданні світла на базу (або колектор), на ній утворюються парні носії зарядів (електрони і дірки), які розділяються електричним полем колекторного переходу. В результаті чого у базовій області накопичуються основні носії, що призводить до зниження потенціального бар'єру емітерного переходу і збільшення (посилення) струму через Ф. в порівнянні зі струмом, обумовленим перенесенням лише тих носіїв, які утворилися безпосередньо під дією світла.

## Параметри
Основними параметрами і характеристиками Ф., як і інших фотоелектричних приладів (наприклад, фотоелемента, фотодіода), є:
- Інтегральна чутливість — відношення фотоструму до падаючого світлового потоку; в найкращих зразків Ф. (наприклад, виготовлених за дифузійною планарною технологією) вона досягає 10 а/лм;
- Спектральна характеристика — залежність чутливості до монохроматичного випромінювання від довжини хвилі цього випромінювання; що дозволяє, зокрема, встановити довгохвильову межу застосовності Ф.; ця межа (залежна перш за все від ширини забороненої зони напівпровідникового матеріалу) для германієвого Ф. становить 1,7 мкм, для кремнієвого — 1,1 мкм;
- Стала часу (що характеризує інерційність Ф.) не перевищує декількох сотень мксек. Крім того, Ф. характеризується коефіцієнтом підсилення первинного фотоструму, що досягає 10² — 10³.

## Застосування
Високі надійність, чутливість і часова стабільність параметрів Ф., а також його малі габарити і відносна простота конструкції дозволяють широко використовувати Ф. у системах контролю і автоматики — як датчики освітленості, елементи гальванічної розв'язки і т. д. (див. Приймачі випромінювання, Приймачі світла, Оптрон). З 70-х рр. 20 в, розробляються польові Ф. (аналоги польових транзисторів).